# Hedgropspindel
Hedgropspindel (Pocadicnemis pumila) är en spindelart som först beskrevs av John Blackwall 1841.  Hedgropspindel ingår i släktet Pocadicnemis och familjen täckvävarspindlar. Arten är reproducerande i Sverige. Inga underarter finns listade i Catalogue of Life.